# Vasa Kellakiou
Vasa Kellakiou (griechisch Βάσα Κελλακίου) ist eine Gemeinde im Bezirk Limassol in der Republik Zypern. Bei der Volkszählung im Jahr 2021 hatte sie 73 Einwohner.
Der Name des Dorfes hängt mit seiner Lage zusammen, da es früher die Basis von acht anderen Nachbardörfern war.

## Lage und Umgebung

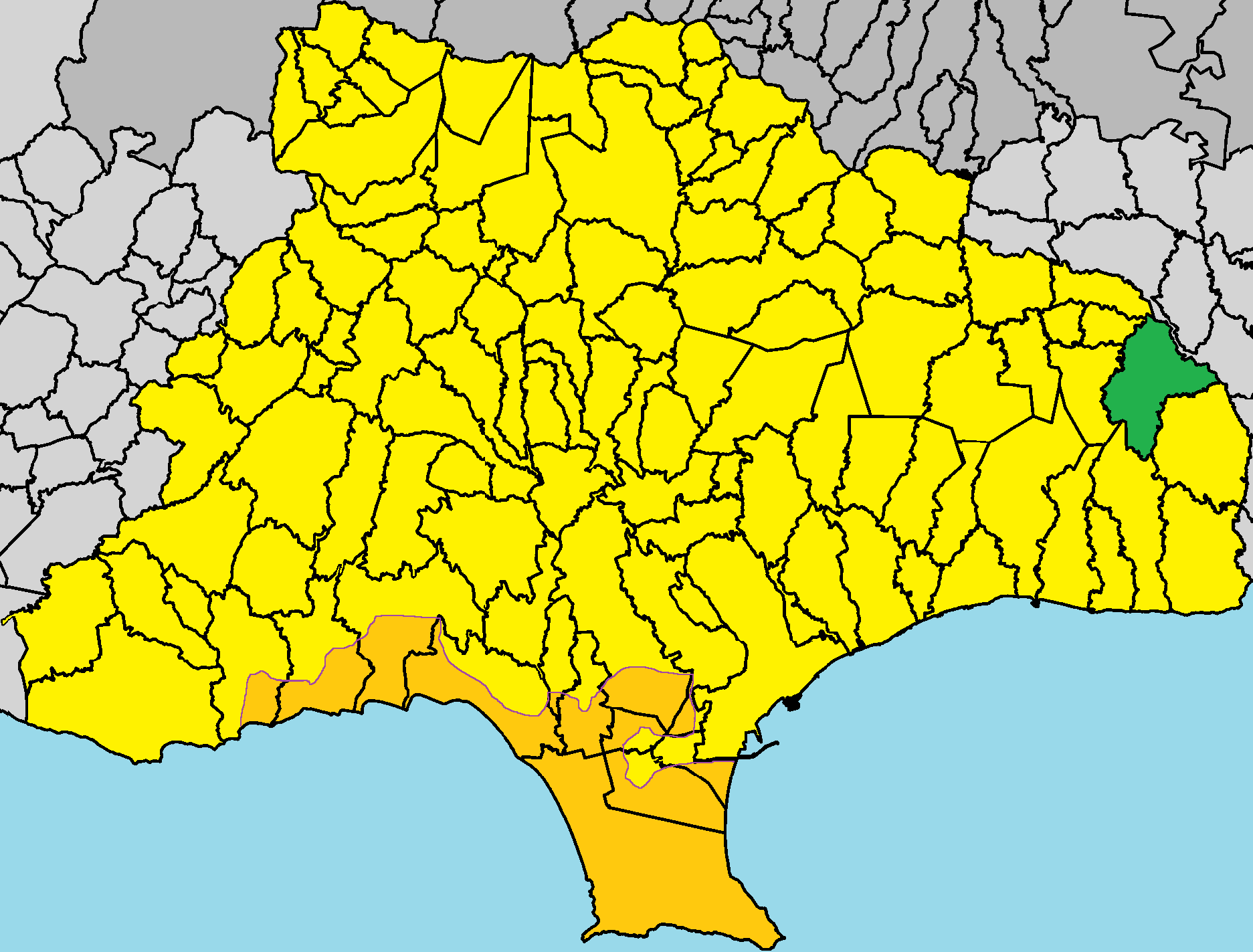
Lage im Bezirk Limassol

Vasa Kellakiou liegt im Süden der Mittelmeerinsel Zypern an der Grenze zum Bezirk Larnaka auf einer Höhe von etwa 365 Metern, etwa 21 Kilometer nordöstlich von Limassol. Das 16,4528 Quadratkilometer große Dorf grenzt im Südosten an Asgata, im Süden an Monagroulli, im Westen an Sanida, im Nordwesten an Vikla und Akapnou und im Osten an Ora. Das Dorf kann über die Straße F117 erreicht werden.
Johannisbrot, Oliven, Mandeln, Obstbäume, Zitrusfrüchte, Hülsenfrüchte und Gemüse werden in Vasa Kellakiou angebaut.

## Geschichte
Früher war Vasa Kellakiou die Basis von acht anderen Nachbardörfern. Diese Dörfer existieren heute nicht mehr, nur wenige Ruinen sind erhalten. Ein historisches Element, das für die Gegend bekannt ist, ist die Existenz eines großen Tunnels, der dazu diente, die Bewohner während ihrer Überfälle während der venezianischen Zeit vor den Barbaren zu verstecken. Heute existiert nur noch der Tunneleingang.

### Bevölkerungsentwicklung
| Jahr      | 1881 | 1891 | 1901 | 1911 | 1921 | 1931 | 1946 | 1960 | 1976 | 1982 | 1992 | 2001 | 2011 | 2021 |
| Einwohner | 148  | 124  | 143  | 157  | 181  | 151  | 185  | 151  | 107  | 68   | 74   | 54   | 73   | 73   |